# Reprezentacja Holandii w koszykówce kobiet
Reprezentacja Holandii w koszykówce kobiet – drużyna, która reprezentuje Holandię w koszykówce kobiet. Za jej funkcjonowanie odpowiedzialny jest Holenderski Związek Koszykówki.